# Arapesh
Arapesh são um povo da ilha de Nova Guiné. 
Ficaram conhecidos após serem estudados por Margaret Mead em sua obra Sexo e Temperamento em Três Sociedades Primitivas.